# Station Chanxhe
Station Chanxhe is een voormalige spoorweghalte langs spoorlijn 43 in de gemeente Comblain-au-Pont.
Hoewel het dorp Chanxhe in de gemeente Sprimont ligt, bevindt het station zich aan de overzijde van de Ourthe in de gemeente Comblain-au-Pont.
Op 1 oktober 1896 werd de halte, die oorspronkelijk ter hoogte van de sluis aan het Ourthekanaal lag, enkele honderden meters naar het noorden verplaatst.

## Aantal instappende reizigers
De grafiek en tabel geven het gemiddeld aantal instappende reizigers weer op een week-, zater- en zondag.
| Tabel: aantal instappende reizigers station Chanxhe | Tabel: aantal instappende reizigers station Chanxhe | Tabel: aantal instappende reizigers station Chanxhe | Tabel: aantal instappende reizigers station Chanxhe |
|                                                     | Weekdag                                             | Zaterdag                                            | Zondag                                              |
| --------------------------------------------------- | --------------------------------------------------- | --------------------------------------------------- | --------------------------------------------------- |
| 1977                                                | 48                                                  | 15                                                  | 8                                                   |
| 1978                                                | 61                                                  | 14                                                  | 11                                                  |
| 1979                                                | 62                                                  | 18                                                  | 19                                                  |
| 1980                                                | 51                                                  | 20                                                  | 23                                                  |
| 1981                                                | 56                                                  | 20                                                  | 17                                                  |
| 1982                                                | 46                                                  | 26                                                  | 16                                                  |
| 1983                                                | 38                                                  | 12                                                  | 14                                                  |

0,0: Angleur ·
1,2: Streupas ·
2,7: Sauheid ·
4,7: Colonster ·
5,3: Sainval ·
6,9: Tilff ·
10,2: Méry ·
11,6: Hony ·
12,6: Esneux ·
14,2: Souverain-Pré ·
15,2: La Gombe ·
16,3: Poulseur ·
18,0: Chanxhe ·
20,1: Rivage ·
21,0: Comblain-au-Pont ·
23,4: Comblain-la-Tour ·
29,4: Hamoir ·
33,4: Sy ·
37,1: Bomal ·
40,4: Barvaux ·
44,2: Biron ·
49,9: Melreux-Hotton ·
54,0: Marenne ·
58,7: Marche-en-Famenne ·
62,0: Marloie